# Władysław Gadomski (wojskowy)
Władysław Karol Gadomski (ur. 6 marca 1894 we Lwowie, zm. 19 października 1935 w Warszawie) – podpułkownik dyplomowany artylerii Wojska Polskiego, kawaler Orderu Virtuti Militari.

## Życiorys
Urodził się 6 marca 1894 we Lwowie. W czasie I wojny światowej walczył w szeregach c. i k. armii. Na stopień podporucznika został mianowany ze starszeństwem z dniem 1 sierpnia 1916 roku w korpusie oficerów rezerwy artylerii polowej i górskiej. W 1918 jego oddziałem macierzystym był pułk artylerii górskiej nr 25. 
Od 1 maja do 7 czerwca 1919 roku był słuchaczem II Kursu Adiutantów w Warszawie, a od 16 czerwca do 30 listopada 1919 roku słuchaczem I Kursu Wojennej Szkoły Sztabu Generalnego w Warszawie. W czasie wojny z bolszewikami 1920 walczył jako szef Oddziału Operacyjno-Informacyjnego 1 Dywizji Litewsko-Białoruskiej. Wyróżnił się w Bitwie Warszawskiej za co został przedstawiony przez generała Jana Rządkowskiego do odznaczenia orderem „Virtuti Militari”. 9 września 1920 roku został zatwierdzony z dniem 1 kwietnia 1920 roku w stopniu kapitana, w artylerii, w grupie oficerów byłej armii austro-węgierskiej. Pełnił wówczas służbę w 9 pułku artylerii ciężkiej. 26 lutego 1921 roku został mianowany szefem Oddziału III Sztabu Grupy Wojsk Litwy Środkowej.
Od 28 maja 1921 roku pełnił służbę w dowództwie 10 Dywizji Piechoty na stanowisku szefa sztabu, a jego oddziałem macierzystym był Oddział V Sztabu Generalnego. 3 maja 1922 roku został zweryfikowany w stopniu kapitana ze starszeństwem z dniem 1 czerwca 1919 roku i 128. lokatą w korpusie oficerów artylerii, a jego oddziałem macierzystym był wówczas 9 pułk artylerii ciężkiej. 3 listopada 1922 roku został przydzielony do Wyższej Szkoły Wojennej w Warszawie, w charakterze słuchacza II Kursu Doszkolenia. 15 października 1923 roku, po ukończeniu kursu i otrzymaniu dyplomu naukowego oficera sztabu generalnego, został przydzielony do Dowództwa Okręgu Korpusu Nr IX w Brześciu, pozostając oficerem nadetatowym 9 pac w Siedlcach. 31 marca 1924 roku został awansowany na majora ze starszeństwem z dniem 1 lipca 1923 roku i 46. lokatą w korpusie oficerów artylerii. Z dniem 15 listopada 1924 został przydzielony do macierzystego 9 pac na stanowisko dowódcy I dywizjonu, detaszowanego w Brześciu. W 1925 roku został przydzielony do 17 Dywizji Piechoty w Gnieźnie na stanowisko szefa sztabu. 31 października 1927 roku został przydzielony do składu osobowego generała do prac przy Generalnym Inspektorze Sił Zbrojnych, gen. bryg. Stanisława Burhardt-Bukackiego na stanowisko referenta. Do stopnia podpułkownika został awansowany ze starszeństwem z dniem 1 stycznia 1930 roku. W styczniu 1930 roku został zatwierdzony na stanowisku I oficera sztabu inspektora armii w Warszawie.
Zmarł 19 października 1935 roku w Warszawie. 21 października 1935 roku został pochowany na Cmentarzu Wojskowym na Powązkach (20A-prawe półkole-7).

## Ordery i odznaczenia
- Krzyż Srebrny Orderu Wojskowego Virtuti Militari nr 5241 – 28 lutego 1922[23][24]
- Krzyż Walecznych
- Złoty Krzyż Zasługi – 24 maja 1929 „za zasługi na polu organizacji i wyszkolenia wojska”[25]
- Krzyż Zasługi Wojsk Litwy Środkowej – 3 marca 1926[26]
- Odznaka Pamiątkowa Generalnego Inspektora Sił Zbrojnych – pośmiertnie 12 maja 1936
- Brązowy Medal Zasługi Wojskowej z mieczami na wstążce Krzyża Zasługi Wojskowej[27]
- Brązowy Medal Waleczności[27]

20 grudnia 1932 i 11 grudnia 1933 Komitet Krzyża i Medalu Niepodległości odrzucił wniosek o nadanie mu tego odznaczenia „z powodu braku pracy niepodległościowej”.